# Wang Yaowu
Wang Yaowu (王耀武, 1904 – 3 juillet 1968) est un général du Kuomintang qui a combattu avec succès à la fois l'armée impériale japonaise et les forces communistes chinoises. En septembre 1948, il est capturé lors de la bataille de Jinan (en) et est emprisonné jusqu'à son pardon en 1959. Durant la révolution culturelle de 1966, il subit les attaques des gardes rouges pour avoir été autrefois un commandant nationaliste et meurt d'une attaque cardiaque en 1968.

## Jeunesse et formation
Wang est né dans une famille paysanne de la province du Shandong. Il perd son père et son frère aîné alors qu'il est encore jeune, et sa mère l'élève seule ensuite. Lorsque Sun Yat-sen ouvre l'académie militaire de Huangpu en 1924, Wang travaille comme gardien de boutiques. Il emprunte immédiatement de l'argent à son employeur et part vers le Sud pour rejoindre la révolution nationale. Parmi ses camarades de classes se trouvent Du Yuming, Fan Hanjie, Hu Lien, Liu Yuzhang, Guan Linzheng et Lin Biao. Après sa formation, il rejoint l'Expédition du Nord dirigée par Tchang Kaï-chek contre les seigneurs de guerre du Nord. Après que Tchang ait purgé les communistes de Shanghai le 12 avril 1927, il reste au Kuomintang en tant que commandant de régiment dans l'armée nationale révolutionnaire. En 1930, il participe à la guerre des plaines centrales comme colonel de l'armée centrale contre une coalition anti-gouvernement central dirigée par Yan Xishan, Feng Yuxiang et Li Zongren. En 1932, il est félicité par Tchang Kaï-chek pour avoir défendu sa position contre les attaques communistes durant la quatrième campagne d'encerclement de la République soviétique du Jiangxi–Fujian (en). Il est promu commandant de brigade puis commandant de la 51e division. Deux ans plus tard, il participe à la cinquième campagne d'encerclement de la République soviétique du Jiangxi–Fujian (en), capture le chef communiste Fang Zhimin et tue un autre commandant ennemi en septembre 1934. L'année suivante, il remporte une autre victoire dans la province du Jiangxi en capturant l'ensemble des officiers du 10e corps de l'Armée rouge et est promu major-général.

## Seconde guerre sino-japonaise
En 1937, Wang mène son unité durant la bataille de Shanghai. Son commandant de régiment est Zhang Lingfu, qu'il vient juste de faire libérer de prison. Fin novembre, l'armée chinoise perd la bataille de Shanghai et l'armée régionale japonaise de Chine centrale du général Iwane Matsui avance vers la capitale nationaliste. Durant la bataille de Nankin, la 51e division de Wang connait de lourdes pertes et son supérieur, le général Tang Shengzhi, quitte la ville sans avoir averti Wang et les autres commandants. Wang parvient de justesse à fuir la ville avec seulement 3 000 de ses hommes. En 1938, il participe à la bataille de Lanfeng (en) contre la 14e division du général Kenji Doihara, l'un des architectes de l'incident de Mukden. L'impossibilité de résister aux attaques japonaises mène le gouvernement nationaliste à ouvrir des digues, ce qui provoque l'Inondation du fleuve Jaune de 1938. Durant la bataille de Wanjialing (en), l'unité de Wang lutte contre les tentatives japonaises de briser l'encerclement chinois et la 106e division (en) du général Junrokurō Matsuura (en) est presque anéantie. En 1939, Wang participe à la bataille de Nanchang, mais les forces chinoises échouent à prendre la ville. Wang se distingue cependant à la bataille de Changsha et est promu commandant du 74e corps. Sous son commandement, l'unité devient l'un des éléments d'élite des forces du gouvernement chinois et combat dans presque toutes les batailles. À la fin de la guerre, Wang est promu commandant de la 4e armée et devient membre du comité central du Kuomintang.

## Guerre civile chinoise
Lorsque la guerre civile chinoise reprend en 1946, Wang est nommé gouverneur du Shandong et commandant-en-chef de la 2e zone de pacification mais il rencontre de grandes difficultés à établir son autorité à cause d'intenses rivalités entre les différents commandants nationalistes et les forces communistes concentrent leurs attaques sur les garnisons nationalistes isolées. En mai 1947, il subit un important revers quand la 74e division, dirigée par son ancien subordonné Zhang Lingfu, est perdue lors de la campagne de Menglianggu (en) et les troupes nationalistes sont retirées de la province et redéployées ailleurs. Lorsque les forces communistes de Chen Yi et Su Yu attaquent la capitale de la province en 1948 lors de la bataille de Jinan (en), Wang n'a sous ses ordres que des troupes de second ordre composées de nouvelles recrues. Le destin de Jinan est scellé quand l'un des commandants nationalistes (Wu Huawen) rejoint le camp communiste. Les défenses de la ville sont détruites et Wang quitte son quartier-général et se fait capturer dans la campagne environnante.

## Dernières années
Durant son emprisonnement, Wang exhorte les autres commandants nationalistes à se rendre à l'armée populaire de libération, ce qui provoque une controverse puisqu'il avait toujours été recommandé par Tchang Kaï-chek. Du fait de sa collaboration avec les forces communistes, il devient l'un des premiers commandants nationalistes à être libéré en 1959 en même temps que Du Yuming. Il travaille à la conférence consultative politique du peuple chinois et dans d'autres organisations gouvernementales lorsque la révolution culturelle commence. Il est soumis à des séances de lutte et meurt d'une attaque cardiaque en 1968. Il est réhabilité à titre posthume par le gouvernement de Deng Xiaoping en 1980 et reçoit des funérailles nationales. Ses restes sont enterrés au cimetière révolutionnaire de Babaoshan où il est reconnu comme l'un des plus importants héros révolutionnaires de Chine.
La petite-fille de Wang, Mary-Jean Wong, suit la tradition familiale du service public, et est actuellement membre du 10e comité du Shandong de la conférence consultative politique du peuple chinoise.